# Zhuhai Championships 2023 - Qualificazioni singolare
Le qualificazioni del singolare del Zhuhai Championships 2023 sono state un torneo di tennis preliminare per accedere alla fase finale. I vincitori dell'ultimo turno sono entrati di diritto nel tabellone principale. In caso di ritiro di uno o più giocatori aventi diritto a questi sono subentrati gli alternate, coloro che vengono ammessi al tabellone principale a causa dell'assenza di un lucky loser che possa sostituire il giocatore ritirato.

## Teste di serie
1. Marc Polmans (qualificato)
2. Dane Sweeny (qualificato)
3. Stefano Napolitano (ultimo turno)
4. Lorenzo Giustino (primo turno)

1. Dominik Palán (ultimo turno)
2. Arthur Weber (ultimo turno)
3. Luke Saville (qualificato)
4. Antoine Bellier (ultimo turno)

## Qualificati
1. Marc Polmans
2. Dane Sweeny

1. Luke Saville
2. Alex Bolt

## Tabellone

### Sezione 1
|  | Primo turno | Primo turno       | Primo turno  | Primo turno | Primo turno |  |  | Ultimo turno | Ultimo turno | Ultimo turno | Ultimo turno | Ultimo turno |  |
|  |             |                   |              |             |             |  |  |              |              |              |              |              |  |
|  | 1           | Marc Polmans      | Marc Polmans | 6           | 6           |  |  |              |              |              |              |              |  |
|  | WC          | Dong Bohuam       | Dong Bohuam  | 0           | 2           |  |  | 1            | Marc Polmans | Marc Polmans | 6            | 6            |  |
|  |             | Robert Strombachs | 6            | 1           | 64          |  |  | 6            | Arthur Weber | Arthur Weber | 3            | 0            |  |
|  | 6           | Arthur Weber      | 4            | 6           | 7           |  |  |              |              |              |              |              |  |

### Sezione 2
|  | Primo turno | Primo turno   | Primo turno | Primo turno | Primo turno |  |  | Ultimo turno | Ultimo turno  | Ultimo turno | Ultimo turno | Ultimo turno |  |
|  |             |               |             |             |             |  |  |              |               |              |              |              |  |
|  | 2           | Dane Sweeny   | 1           | 6           | 6           |  |  |              |               |              |              |              |  |
|  |             | Filip Peliwo  | 6           | 2           | 2           |  |  | 2            | Dane Sweeny   | 4            | 6            | 6            |  |
|  | WC          | Wang Chukang  | 3           | 6           | 65          |  |  | 5            | Dominik Palán | 6            | 3            | 4            |  |
|  | 5           | Dominik Palán | 6           | 2           | 7           |  |  |              |               |              |              |              |  |

### Sezione 3
|  | Primo turno | Primo turno           | Primo turno        | Primo turno | Primo turno |  |  | Ultimo turno | Ultimo turno       | Ultimo turno       | Ultimo turno | Ultimo turno |  |
|  |             |                       |                    |             |             |  |  |              |                    |                    |              |              |  |
|  | 3           | Stefano Napolitano    | Stefano Napolitano | 6           | 6           |  |  |              |                    |                    |              |              |  |
|  |             | Omni Kumar            | Omni Kumar         | 2           | 0           |  |  | 3            | Stefano Napolitano | Stefano Napolitano | 3            | 2            |  |
|  |             | Stefanos Sakellaridis | 5                  | 7           | 4           |  |  | 7            | Luke Saville       | Luke Saville       | 6            | 6            |  |
|  | 7           | Luke Saville          | 7                  | 6           | 6           |  |  |              |                    |                    |              |              |  |

### Sezione 4
|  | Primo turno | Primo turno      | Primo turno      | Primo turno | Primo turno |  |  | Ultimo turno | Ultimo turno    | Ultimo turno    | Ultimo turno | Ultimo turno |  |
|  |             |                  |                  |             |             |  |  |              |                 |                 |              |              |  |
|  | 4           | Lorenzo Giustino | Lorenzo Giustino | 4           | 3           |  |  |              |                 |                 |              |              |  |
|  |             | Alex Bolt        | Alex Bolt        | 6           | 6           |  |  |              | Alex Bolt       | Alex Bolt       | 6            | 7            |  |
|  |             | Colin Sinclair   | Colin Sinclair   | 3           | 4           |  |  | 8            | Antoine Bellier | Antoine Bellier | 4            | 60           |  |
|  | 8           | Antoine Bellier  | Antoine Bellier  | 6           | 6           |  |  |              |                 |                 |              |              |  |